# Loyalsock Creek
Le Loyalsock Creek est un affluent de la West Branch Susquehanna River situé dans le comté de Sullivan et de Lycoming en Pennsylvanie aux États-Unis.

## Description
À vol d’oiseau, le cours d’eau se trouve à environ 210 km au nord-ouest de Philadelphie et à environ 265 km au nord-est de Pittsburgh.
Le cours d’eau s’écoule sur environ 102 km. Il prend sa source à l’ouest du comté de Wyoming, près de la frontière avec le comté de Sullivan tandis que sa confluence avec la West Branch Susquehanna River se situe dans la localité de Montoursville. La zone proche de la confluence a régulièrement été inondée ce qui a souvent causé des dégâts dans les constructions locales.
Le nom tire son origine dans un nom amérindien signifiant « Ruisseau du milieu » et qui se prononçait Lawi-sahquick. Le cours d’eau est en effet situé entre le Lycoming Creek et le Muncy Creek. Dans le passé, deux villages amérindiens étaient aménagés le long de ses berges. L'un d’eux, dénommé Ots-ton-wak-in, accueillit la maison de Madame Montour et son fils Andrew Montour avant de devenir plus tard Montoursville.

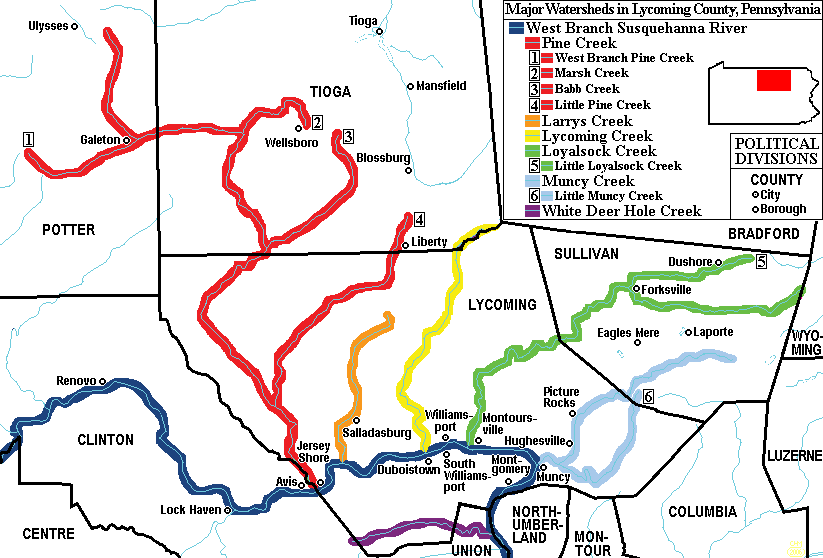
Carte du tracé de la West Branch Susquehanna River (bleu foncé) ainsi que des cours d’eau importants dans le comté de Lycoming. Le Loyalsock Creek (vert) est le quatrième des cours d’eau importants confluant dans la rivière. Il est situé entre le Lycoming Creek (jaune) et le Muncy Creek (bleu clair). Son affluent principal, le Little Loyalsock Creek (en vert, numéro 5), le rejoint au niveau de Forksville.

Son affluent principal est le Little Loyalsock Creek. Ce dernier le rejoint au niveau de Forksville dans le comté de Sullivan.
L’État de Pennsylvanie fait partie des États américains recevant le plus de pluies acides. Comme le lit du ruisseau est composé de sables et d’argiles (non [calcaire]s), il a une très faible capacité de neutralisation de l’acidité. Sa faune et sa flore sont par conséquent très vulnérables aux pluies acides.

## Histoire

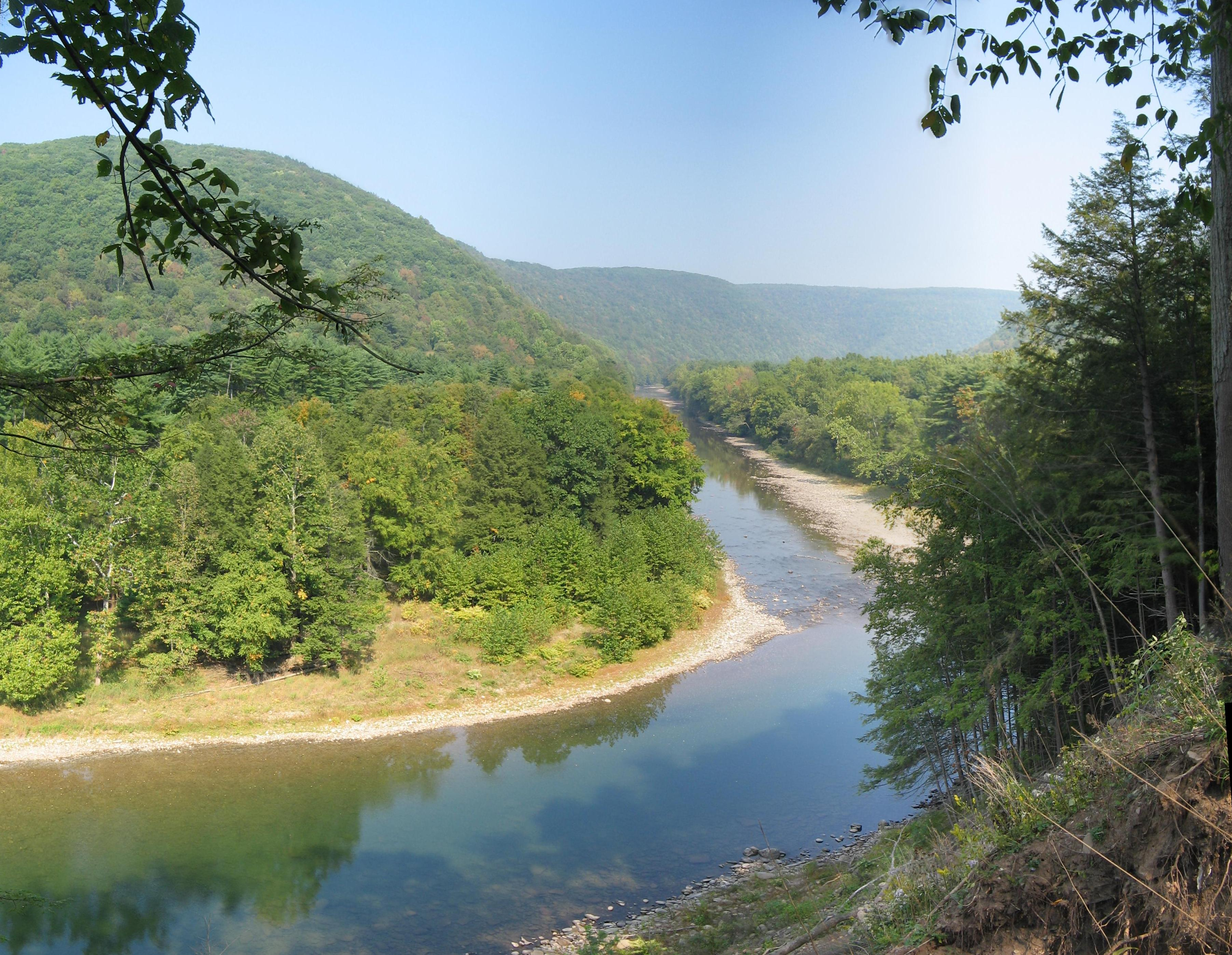
Vue du Loyalsock Creek à Plunketts Creek Township dans e comté de Lycoming.

Le village de Madame Montour fut très important lors de la colonisation du comté de Lycoming. Ce village situé à l’embouchure du Loyalsock Creek était un important point de passage pour les missionnaires moraviens qui souhaitaient propager leur foi dans la région entière de Pennsylvanie dans les années 1740. Madame Montour était connue pour être une amie des Anglais. Elle accueillait les colons européens qui commençaient à s’installer dans la vallée de la West Branch Susquehanna River. Elle détenait une influence importante auprès des populations amérindiennes locales qui voyait d’un mauvais œil cette arrivée massive de colons. Les Français tentèrent de la faire changer de camp mais elle resta fidèle aux Anglais ce qui pour les historiens est assez remarquable vu que les autorités britanniques oubliaient.

## Loisirs
Le Loyalsock Creek est apprécié pour la pêche à la truite et pour le kayak. Un sentier de randonnée longe de plus son tracé. Le Worlds End State Park est traversé en partie par le cours d’eau dans le comté de Sullivan près de Forksville.